# Mariensäule (Freising)

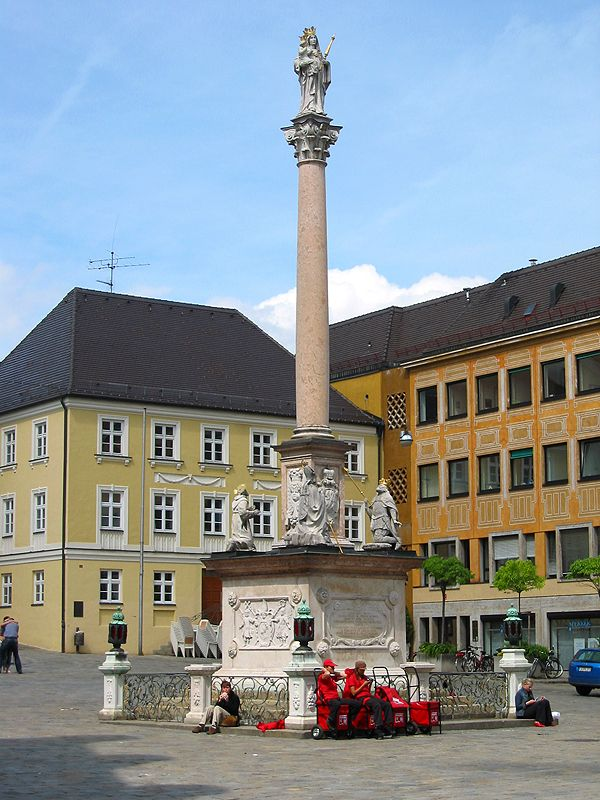
Mariensäule

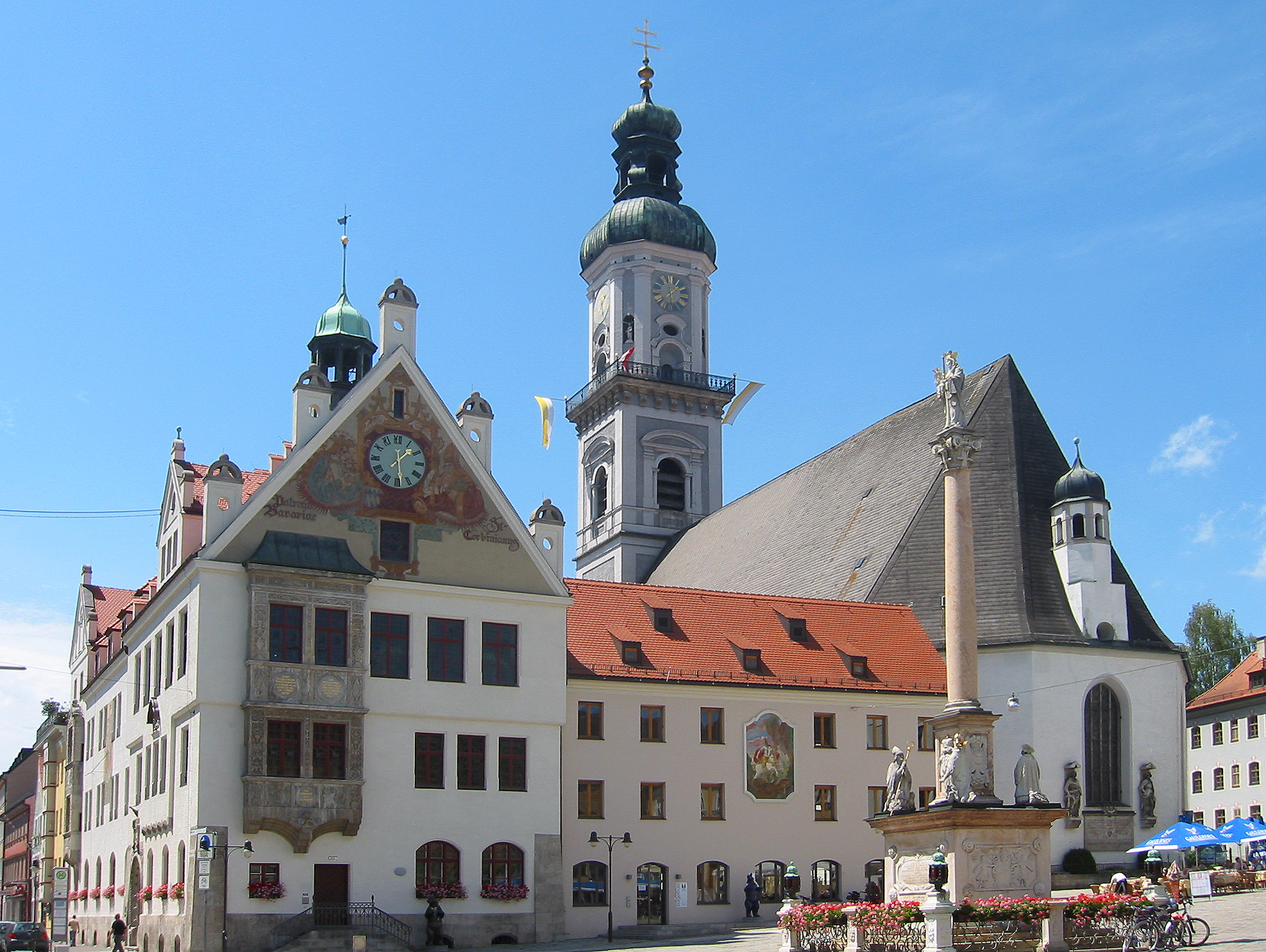
Mariensäule mit Rathaus und Stadtpfarrkirche St. Georg

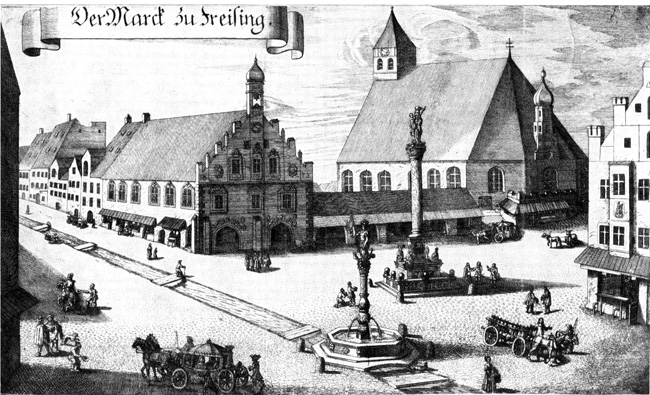
Marienplatz um 1681 (Kupferstich Michael Wening)

Die Mariensäule ist eine von einer Marienfigur gekrönte Säule aus rotem Marmor in der Mitte des Marienplatzes, an zentraler Stelle der Freisinger Altstadt. Die Säule ist eines der markantesten Denkmäler der historischen Altstadt. Sie wurde 1674 zur Verehrung Marias als Patrona Bavariae von Fürstbischof Albrecht Sigismund gestiftet. Als Vorbild dürfte die Mariensäule auf dem Marienplatz in München gedient haben.
Ähnlich wie das Gegenstück dort wurde die Freisinger Mariensäule auf einem mächtigen, vierkantigen Marmorsockel errichtet. An jeder der vier Ecken kniet ein Heiliger: die Dompatrone Korbinian und Sigismund, sowie Franz Xaver und Franz von Assisi.
In den Sockel wurden folgende Inschriften eingemeißelt.
Auf der Südseite:
Deo Opt(imo). Max(imo).

Magnae Matri ac Virgini Dei parae,

orbis et vrbis Patronae,

Episcopatvs hvivs fvndatrici protectrici,

Mariae

cvivs potenti tvtela, episcopi, cives, svbditi,

a nongentis, et amplivs annis,

inter bellorvm clades, et incendia

conservati et restitvti fvere.
Dem besten und größten Gott.

Der großen Mutter und Jungfrau Gottesgebärerin,

Beschützerin des Erdkreises und der Stadt

Gründerin und Beschirmerin dieses Bistums,

Maria,

durch deren mächtigen Schutz Bischöfe, Bürger, Untertanen

seit neunhundert und mehr Jahren

in Kriegsunglück und Feuersbrünsten

bewahrt und errettet worden sind.
Auf der Nordseite:
Hanc statvam,

in perceptorvm beneficiorvm memoriam,

in constantis praesidii votvm,

in amoris perenne symbolvm,

gratvs svpplexqve posvit,

Albertvs Sigismvndvs

D. G. Frisigens. et Ratisponens. Episcopus,

utrivsqve Bavariae Dux etc.

Anno post Christvm nat. MDCLXXIV.
Diese Säule hat

zur Erinnerung an erhaltene Wohltaten,

als Votivgabe für beständigen Schutz,

zum immerwährenden Wahrzeichen der Liebe

dankbar und demütig errichtet

Albrecht Sigismund,

durch Gottes Gnade Bischof von Freising und Regensburg,

beider Bayern Herzog usw.,

im Jahr nach Christi Geburt 1674
Auf der Südseite des Sockels wurde nach dem Besuch des Papstes 2006 ein Schriftzug angebracht, der an das Ereignis erinnert.